# Strette di Pertuso
Le Strette di Pertuso o più semplicemente chiamate Le Strette, sono una spettacolare gola fluviale situata in Piemonte (Provincia di Alessandria), formata dal torrente Borbera tra i centri di Pertuso di Cantalupo Ligure e Persi di Borghetto di Borbera.
Lunga circa 6 chilometri e alta in certi punti anche 100 metri, divide la bassa Val Borbera essenzialmente di natura pianeggiante dall'alta Val Borbera, più montuosa e accidentata, che sale sino alla cima del Monte Chiappo (1.700 m).
Le gole sono interamente attraversate dalla SP 140 della val Borbera che collega il comune di Arquata Scrivia con il centro di Capanne di Cosola, situato sul confine con l'Emilia-Romagna.

## Geologia
Le Strette si caratterizzano per la loro costituzione in conglomerati di Savignone
 e puddinga come già si caratterizzano le gole della vicina val Vobbia.

## Storia
Dal 1943 al 1945 le Strette furono teatro di scontri tra i repubblichini appoggiati dai nazisti che controllavano la bassa valle e i partigiani che controllavano l'alta valle. Lo scontro più importante fu quello della Battaglia di Pertuso; altro scontro fu quello della Battaglia di Cantalupo dove cadde il partigiano sovietico Fjodor.
Il Ponte del Carmine, situato all'inizio delle Strette, venne fatto saltare dai partigiani il 3 ottobre 1944 per impedire ai nazifascisti di raggiungere l'alta valle con mezzi corazzati: tuttora vi si trova poco dopo una stele dedicata ai caduti della Pinan Cichero; a Pertuso si trova anche una stele che elenca tutte le divisioni partigiane che combatterono nella valle.

## Turismo
Le Strette sono assai frequentate in estate (e talvolta letteralmente prese d'assalto) dai bagnanti, che trovano refrigerio nelle fresche acque del Borbera; in primavera e autunno il tratto ingolato, essenzialmente incontaminato, è meta anche di canoisti ed escursionisti. Inoltre nel Borbera si pratica kayak.

## Galleria d'immagini

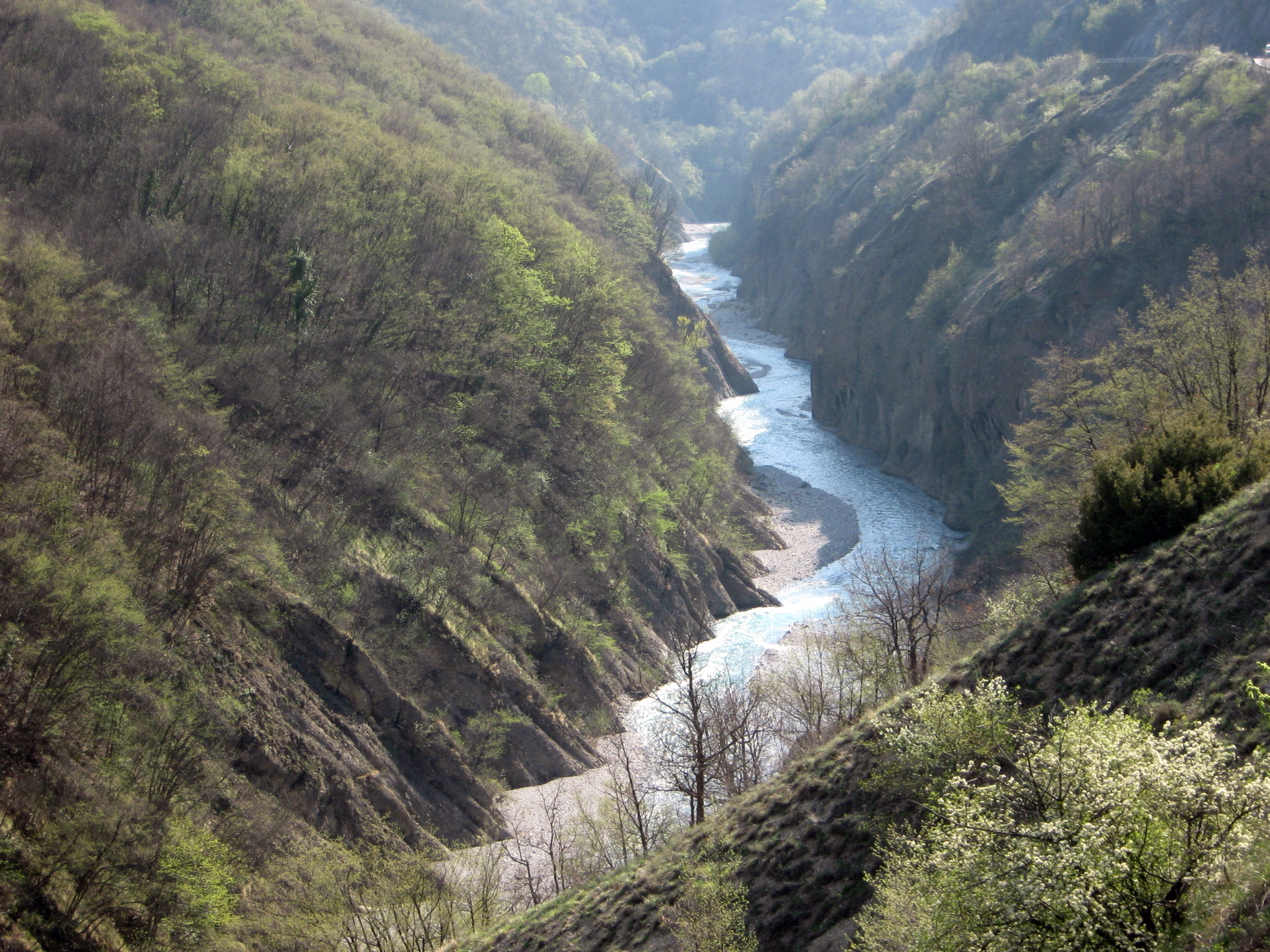
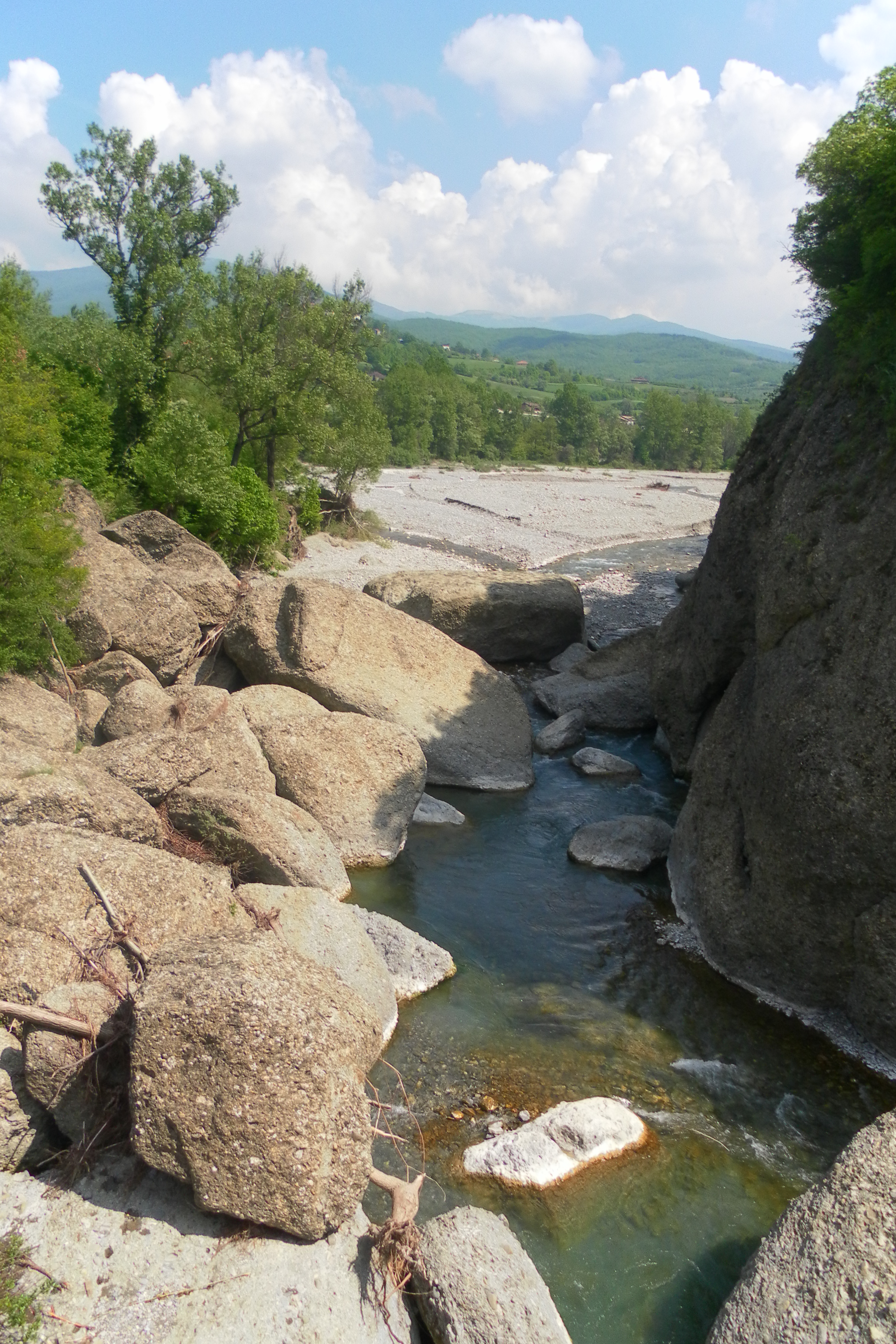
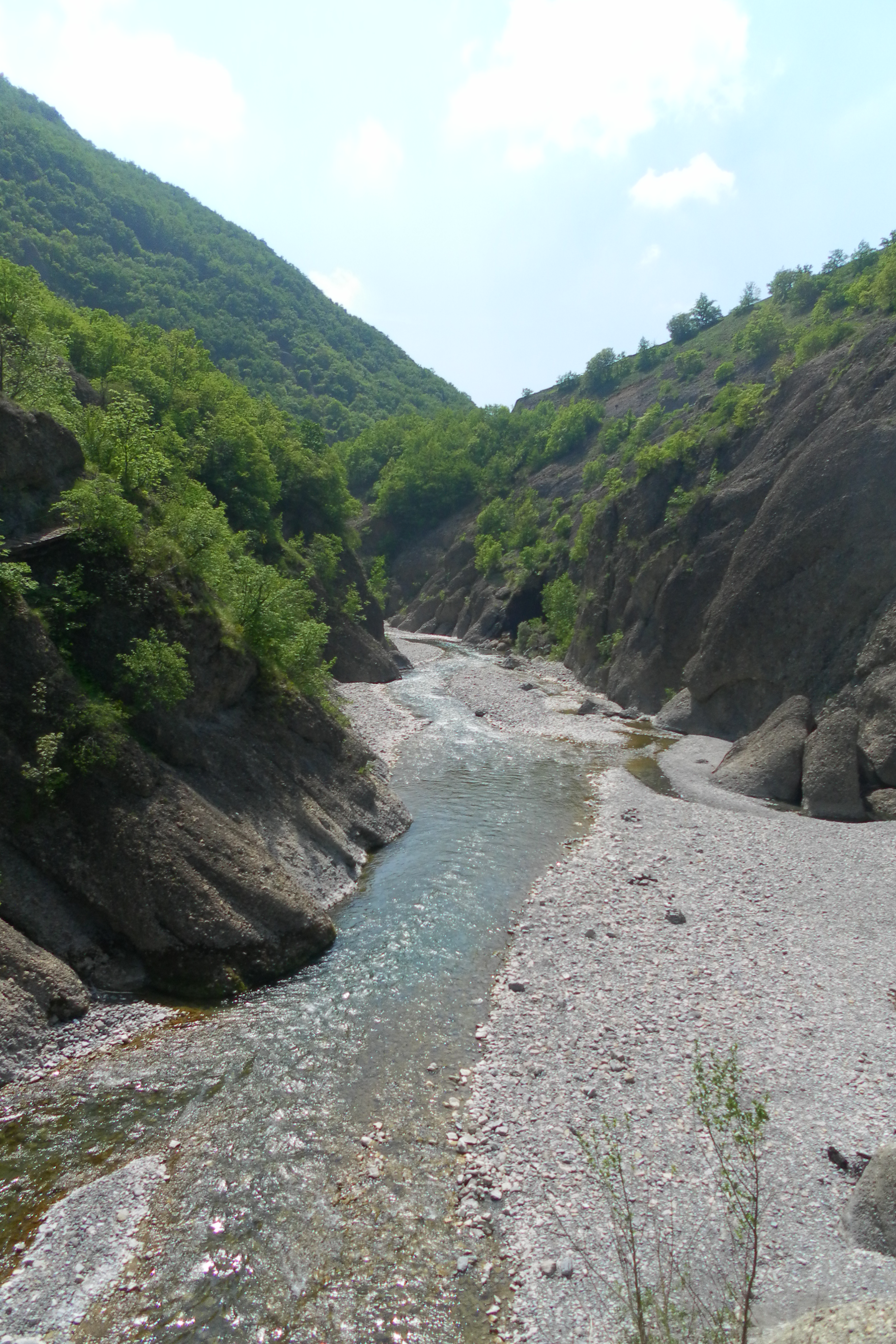
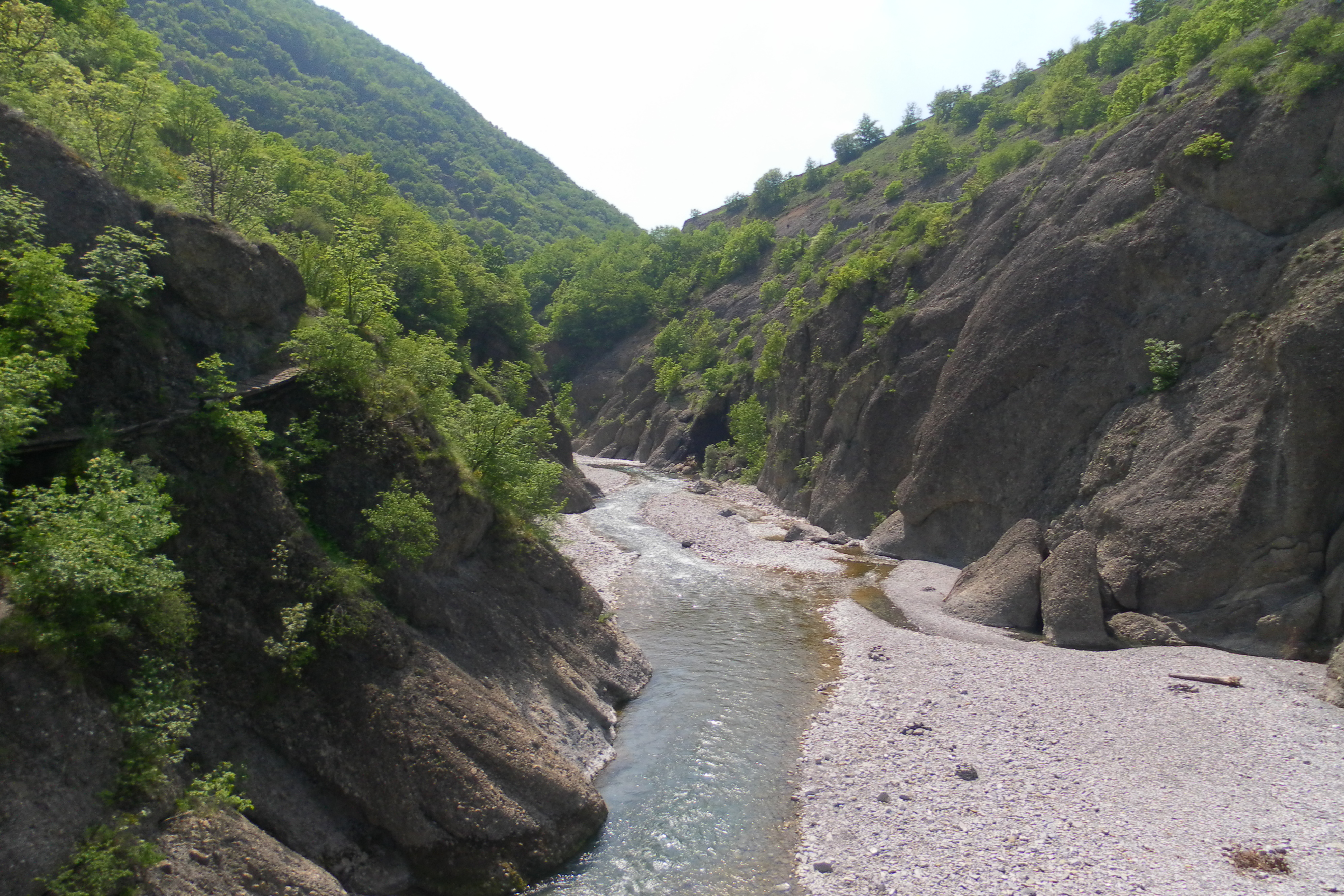